# Potencial de passo
Na mecânica quântica e na teoria de dispersão, o potencial de passo unidimensional é um sistema idealizado usado para modelar ondas de matéria incidentes, refletidas e transmitidas.  O problema do sistema consiste em resolver a equação de Schrödinger independente do tempo para uma partícula com um potencial de degrau em uma dimensão.